# Aqua Mizuto
Aqua Mizuto (japonès: 水都あくあ)  (Nagoya, 28 de setembre de 1973) és una artista manga que debutà en Shojo Comic Extra en 1997 amb Sakura no Hanasaku Negaigoto. Ha publicat al voltant de 30 històries curtes, entre les més populars estan: Yume Kira Dream Shoppe, Tenjin, Ranmaki Origami, Nighting + Night, i Almightly X 10.

## Manga
- Almighty X 10
- WANTED
- Go! Virginal Hanayuuki
- My Boy My Love
- Milk Crown
- Milk Crown H
- Milk Crown Lovers
- Knighting Night
- Sakura no Hana-saku Negaigoto
- Tsukarete Happy?!
- First Step
- No Girl
- Mafuyu no Miracle
- Darling Smoker